# Parlamentsvalet i Portugal 2024
Parlamentsvalet i Portugal 2024 hölls söndagen den 10 mars 2024 för att utse 230 platser i det portugisiska parlamentet - Assembleia da República.

## Valresultatet
Demokratiska alliansen (AD), ledd av Luís Montenegro, har vunnit valet med 28,8% av rösterna och blivit största partiet med 80 platser i parlamentet. Valdeltagandet har varit 59,8 procent.

Valresultatet möjliggjorde att Luís Montenegro skulle bilda en regering bestående av Socialdemokraterna (PSD; socialliberal) och CDS (CDS; socialkonservativ). Det högerpopulistiska Chega var inte tänkt som regerings- eller parlamentspartner, medan det nyliberala Liberalt initiativ sågs som en potentiell samarbetspartner i enskilda frågor.
På onsdagskvällen utsågs Luis Montenegro av president Marcelo Rebelo de Sousa till blivande statsminister i Portugal. Den 28 mars skall han presentera sin regering, som blir en minoritetsregering, och den 2 april ska han träda i kraft.  

| Parti eller Koalition | Parti eller Koalition | Ledare             | Politik                       | Andel röster i procent | Antal platser i parlamentet |
| --------------------- | --- | ------------------ | ----------------------------- | ---------------------- | --------------------------- |
|                       | Socialistpartiet (PS) Partido Socialista                                                                                              | Pedro Nuno Santos  | Socialdemokrati               | 28.0%                  | 78                          |
|                       | Demokratiska alliansen (AD) Aliança Democrática • Socialdemokraterna (PSD) • Partido Popular (CDS) • Partido Popular Monárquico (PPM) | Luís Montenegro    | Socialliberalism Konservatism | 28.8%                  | 80                          |
|                       | Chega | André Ventura      | Högerpopulism                 | 18.1%                  | 50                          |
|                       | Liberalt initiativ (IL) Iniciativa Liberal                                                                                            | Rui Rocha          | Marknadsliberalism            | 4.9%                   | 8                           |
|                       | Demokratiska enhetskoalitionen (CDU) Coligação Democrática Unitária • Portugisiska kommunistpartiet (PCP) • Gröna Partiet (PEV)       | Paulo Raimundo     | Vänster                       | 3.2%                   | 4                           |
|                       | Vänsterblocket (BE) Bloco de Esquerda                                                                                                 | Mariana Mortágua   | Vänster                       | 4.4%                   | 5                           |
|                       | Fria Partiet Partido Livre | Rui Ravares        | Ekosocialism Pro-europeisk    | 3.2%                   | 4                           |
|                       | Djur- och Naturpartiet (PAN) Partido pelos Animais e pela Natureza                                                                    | Inês de Sousa Real | Ekologism                     | 2.0%                   | 1                           |